# تا ابد عاشقت هستم
تا ابد عاشقت هستم (دانمارکی: Elsker dig for evigt) یک فیلم درام دانمارکی به کارگردانی سوزان بیر است که در سال ۲۰۰۲ منتشر شد. از بازیگران آن می‌توان به مس میکلسن، نیکولای لی کاس، پاپریکا استین، و سونیا ریختر اشاره کرد.